# 腰骶神經叢
腰骶神經叢（lumbosacral plexus）是由腰神經、薦神經，以及尾神經组成。有時第十二胸神经的分支也會參與腰骶神經叢的形成。
腰骶神經叢可分為下列部分：
- 腰神經叢（英语：lumbar plexus）

腰丛位于腰大肌深面，主要分支有髂腹下神经、髂腹股沟神经、股外侧皮神经、生殖股神经、闭孔神经、股神经。
- 骶神经丛

骶丛位于骶骨和梨状肌的前面，髂内血管的后方。主要分支有臀上神经、臀下神经、股后皮神经、阴部神经、坐骨神经。坐骨神经是全身最粗大的神经，自梨状肌下孔出骨盆至臀大肌的深面，经股骨大转子与坐骨结节之间下行至大腿后，在腘窝上方分为胫神经和腓总神经。发自胫神经的腓肠内侧皮神经、发自腓总神经的腓肠外侧皮神经合成腓肠神经。
- 陰部神經叢（英语：pudendal plexus (nerves)）

腰骶神經叢的損傷大多源自於骨骼損傷，常見症狀為腰薦神經和薦神經叢麻痺。

## 外部連結
- 圖譜：abdo_wall72 at the University of Michigan Health System - "Lumbosacral Plexus"

## 其他圖像

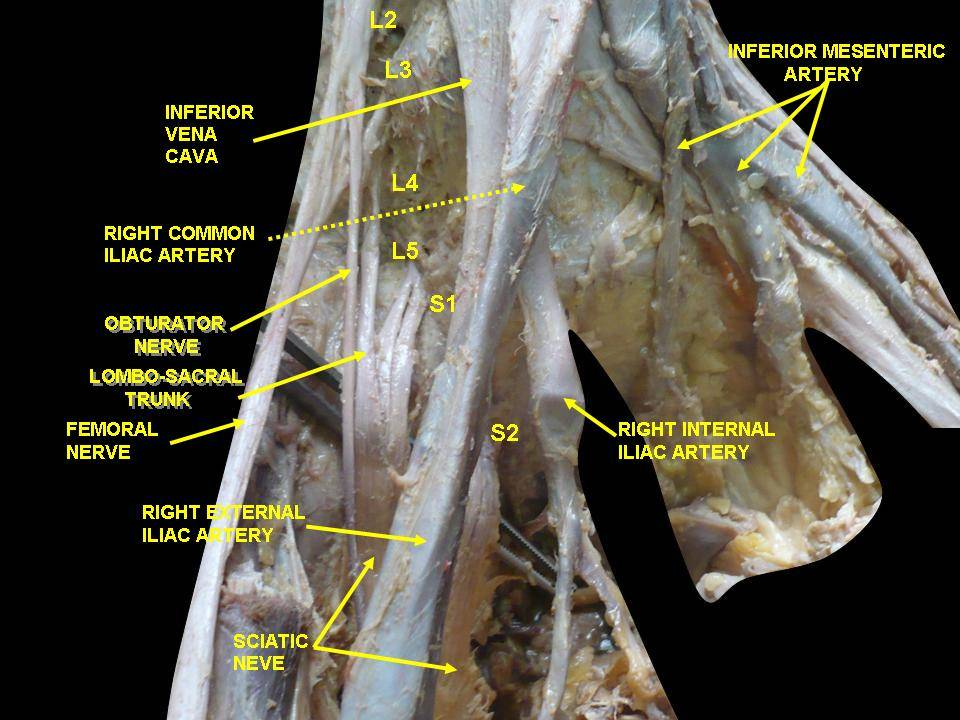
Lumbosacral plexus Deep dissection.
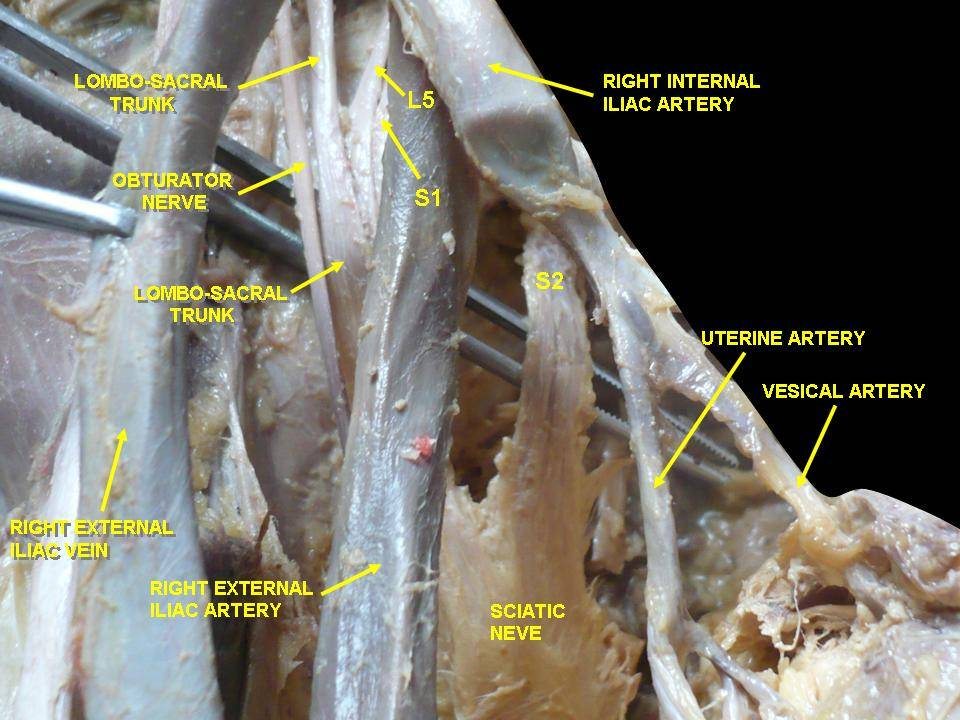
Lumbosacral plexus Deep dissection.